# رینالد لماتر
رینالد لماتر (انگلیسی: Reynald Lemaître؛ زادهٔ ۲۸ ژوئن ۱۹۸۳) بازیکن فوتبال اهل فرانسه است.
از باشگاه‌هایی که در آن بازی کرده‌است می‌توان به باشگاه فوتبال گنگام، باشگاه فوتبال کان، و باشگاه فوتبال نانسی اشاره کرد.